# Luigi Moratti
Luigi Moratti (Castiglione delle Stiviere, 26 dicembre 1818 – Ceresara, 14 gennaio 1877) è stato un patriota e militare italiano.

## Biografia
Nel 1859 con Garibaldi fu ufficiale dei Cacciatori delle Alpi e uno dei Mille a Marsala. Combatté  nella battaglia di Calatafimi e nella insurrezione di Palermo. Fu nominato maggiore e si distinse nella battaglia di Piazza Duomo a Reggio Calabria. Combatté quindi a Bezzecca assieme al colonnello Giovanni Chiassi.